# Trembeckiego (zajezdnia autobusowa)
Zajezdnia MPK Rzeszów przy ulicy Trembeckiego – dawna zajezdnia MPK w Rzeszowie funkcjonująca w latach 1969/1970-2015. Znajdowały się tu warsztaty przystosowane dla autobusów na CNG. Po przeniesieniu głównej siedziby MPK do zajezdni przy ul. Lubelskiej, teren zajezdni został sprzedany prywatnemu inwestorowi.
W sąsiedztwie zajezdni znajduje się siedziba ZTM Rzeszów.